# Lelapia australis
Lelapia australis är en svampdjursart som beskrevs av Gray 1867. Lelapia australis ingår i släktet Lelapia och familjen Lelapiidae.
Artens utbredningsområde är havet kring Australien. Inga underarter finns listade i Catalogue of Life.